# Yvonne Picard
Pour les articles homonymes, voir Picard (homonymie).
Yvonne Picard est une philosophe française née le 1er août 1920 à Athènes et morte le 9 mars 1943 à Auschwitz où elle a été déportée comme résistante. Elle est la sœur de Gilbert Charles-Picard et la fille de l'archéologue Charles Picard.

## Biographie
Yvonne Picard nait le 1er août 1920 à Athènes où son père, l'archéologue Charles Picard, dirige alors l'École française. Après le retour de la famille à Paris, sa mère meurt en 1936. Elle fait ses études au cours Sévigné, où en classe terminale Maurice Merleau-Ponty enseigne la métaphysique et la morale. Sous son influence, elle s'intéresse aux philosophies de Kant, Hegel, Husserl, Heidegger, et apprend l'allemand. Elle lit aussi les romanciers américains, Faulkner, Steinbeck et Dos Passos.
À la Sorbonne, Yvonne Picard fréquente les cours de Jean Wahl, se lie d'amitié avec Roland Caillois, frère de Roger Caillois, Janine Minkowski, fille d'Eugène Minkowski et Claude Simonnet, continuant de rencontrer son ancien professeur Maurice Merleau-Ponty, grâce à qui elle est en contact avec Jean-Paul Sartre et Simone de Beauvoir. Durant l'hiver 1938-1939, elle suit les derniers cours d'Alexandre Kojève. Pendant l'hiver suivant, Claude Simonnet et Yvonne Picard font connaissance d'un groupe d'étudiants d'une année plus jeunes, Raoul Lévy, Jean Kanapa, Bernard Lamblin, tous trois anciens élèves de Sartre au lycée Pasteur de Neuilly, et de Bianca Lamblin, ancienne élève de Simone de Beauvoir au lycée Molière, eux aussi intéressés par la philosophie phénoménologique. Après l'exode, ils se retrouvent souvent dans la maison d'Alfred Manessier, absent de Paris, où loge Claude Simonnet.
Licenciée de philosophie à 19 ans, c'est en étudiant la philosophie marxiste qu'elle adhère au communisme. Elle donnera des cours à l'École normale supérieure de jeunes filles.
Yvonne Picard intègre brièvement le groupe Socialisme et Liberté fondé par Jean-Paul Sartre en 1941, rejoint les Jeunesses communistes et entre dans la Résistance. L'été 1941, elle rejoint Claude Simonnet chez ses parents à Mortagne-au-Perche. À l'automne, ayant obtenu une délégation rectorale au lycée de Sèvres, elle emménage dans une chambre d'un petit hôtel de la rue Joseph-Bara. Elle fait ensuite son stage d'agrégation dans la classe de Simone de Beauvoir au lycée Camille-Sée. L'hiver suivant, elle confie qu'elle supporte « de plus en plus mal l'attitude timorée, conformiste, pétainiste » de son père. Vers la fin de mai 1942, elle décide de quitter le Parti communiste et en informe sa cellule. On lui demande de procéder à une dernière distribution de tracts, que la police retrouvera dans sa chambre.
Afin d'éviter que ses parents s'inquiètent, Yvonne Picard avait laissé son adresse à son père. Quand, en mai 1942, la police trouve sur le carnet d'un Franc-tireur partisan arrêté la mention « 1-8-20 Athènes » (la date et le lieu de naissance d'Yvonne Picard), le rapprochement est fait avec elle. La police se présente au domicile, avenue de l'Observatoire, de son père Charles Picard, qui indique où elle se trouve en toute confiance, n'imaginant pas qu'avec sa position (il est alors membre de l'Académie des inscriptions et belles-lettres) sa famille puisse être inquiétée. Yvonne Picard est arrêtée le 18 mai ou plutôt le 18 juin 1942 avec son fiancé ou camarade Gaston Étiévent (marié et de dix ans son aîné), qui est fusillé en 11 août 1942. Malgré les interventions de son père, elle ne sera pas libérée.
Yvonne Picard arrive au dépôt de la préfecture de Police de Paris le 21 ou 22 juin 1942 après quatre jours à la préfecture, où elle partage une cellule aménagée pour deux personnes avec vingt-six compagnes. Le 10 août, elle est livrée aux autorités allemandes et emmenée au fort de Romainville, où elle se lie d'amitié avec Charlotte Delbo. Elles font partie du convoi du 24 janvier 1943 de 230 femmes et 1200 hommes quittant la gare de Compiègne pour le camp d'Auschwitz, où elle reçoit le numéro 31 634. Atteinte de dysenterie dès son arrivée, elle est particulièrement déprimée. Elle meurt au revier du camp le 9 mars 1943 à vingt-deux ans.

## Publications
- « Le Temps chez Husserl et chez Heidegger », Deucalion, 1946, no 1, p. 93-124[12] ; réédition La Liberté de l'esprit, 1987, no 16, p. 279-289 ; réédition Philosophie, no 100, 2009, présenté par Daniel Giovannangeli[13]
- Alphonse de Waelhens, Jean Wahl, Aimé Patri, Yvonne Picard, « Remarques sur une nouvelle doctrine de la liberté », Deucalion, 1946, no 1, p. 75-92

## Décoration
- Médaille de la Résistance française (décret du 22 septembre 1945)[14]